# وانا کیلا
وانا کیلا (به لاتین: Vana-Koiola) یک روستا در استونی است که در دهستان لاهدا واقع شده‌است.